# НРС (нож)
НРС (Нож Разведчика Специальный или Стреляющий; индекс ГРАУ — 6П25) — советский боевой нож, оснащённый стреляющим устройством, вмонтированным в рукоятку. Спроектирован под патрон замкнутого типа СП-3 в 1970-х годах Рафаилом Дмитриевичем Хлыниным по заданию Министерства обороны и Комитета госбезопасности СССР. Помимо базовой версии производился также вариант НР без стреляющего механизма.
С появлением в 1983 году на вооружении советских спецслужб бесшумного пистолета ПСС под значительно более мощный патрон СП-4 нож НРС послужил основой для разработки аналогичного изделия НРС-2 в целях унификации огнестрельного арсенала по боеприпасу.

## Конструкция

### Клинок
Форма клинковой части ножа НРС похожа на штатный армейский штык-нож от автомата АКМ; однако материалом клинка выбрана сталь 25Х17Н2БШ, а его покрытие выполнено в виде «чёрный хром». На обухе предусмотрена небольшая пила, позволяющая перепиливать металлические прутья толщиной до одного сантиметра.

### Рукоятка
Рукоятка ножа — пластиковая, как правило, зелёного (реже коричневого) цвета с крупным сетчатым рифлением. В задней части рукоятки размещается стреляющее устройство, состоящее из:
- Отъёмного ствола с двумя запирающими выступами и запирающим механизмом
- Ударно-спускового механизма
- Рычага взвода
- Флажкового предохранителя
- Спускового рычага[2]

Ствол направлен в сторону, противоположную лезвию, его дульный срез в задней части рукоятки прикрыт резиновыми шторками. Целик прицела размещён на перекрестье ножа, мушка в виде пластикового выступа — на заднем конце рукоятки. Для извлечения стреляной гильзы из патронника на рукоятке ножа предусмотрен специальный отогнутый лепесток с лункой.

### Ножны
Пластиковые ножны снабжены дополнительной откидной ручкой в целях использования их как кусачек для перекусывания телефонного кабеля диаметром до 5 мм или сплетённой в 2 жилы стальной проволоки диаметром до 2,5 мм и находящейся под напряжением в 380 вольт. Лезвие ножа фиксируется внутри ножен при помощи широкой пластинчатой пружины.

## Тактико-технические характеристики
Масса ножа без ножен — 325 г
Полная масса ножа с ножнами без подвеса — 540 г
Габариты ножа без ножен — 280×52,5×30,5 мм
Габариты ножа в ножнах — 322×63×30,5 мм
Габариты клинка — 158×28×3,4 мм
Применяемый боеприпас — СП-3
Прицельная дальность — 25 м
Начальная скорость пули — 140 м/с
Боевая скорострельность — 2 выстрела в минуту
Длина прицельной линии — 100 мм
Усилие извлечения клинка из ножен — 4-15 кг